# 王伟杰
王伟杰（1981年1月20日—）是已退役的中国职业足球守门员，曾效力于上海申花。
王伟杰原来是上海有线02的球员，在九运会中表现出色，曾经入选过国青队，因此早在2002年就出现在申花大名单上，是申花留队时间最长的门将之一。但是他虽然曾经在虞伟亮受伤或停赛等情况下获得过一定的出场机会，却始终没有任何占据主力门将的可能。
之后他长期被俱乐部挂牌，2006年就从正式名单中消失，实际已经退出职业足球，与许多其他前申花球员一样就读于东华大学，寻求足球以外的发展空间。